# Edoardo Borzatti von Löwenstern
Edoardo Borzatti von Löwenstern (...) è un archeologo italiano.
Insegna presso l'Università di Firenze, e dal 1979 è responsabile della rivista Studi per l'Ecologia del Quaternario.

## Studi
Dopo vari anni di ricerche paleontologiche e archeologiche in tutto il mondo, dal 1974 Borzatti ha concentrato la sua attenzione sul deserto del Wadi Rum, in Giordania, dove ha realizzato una base per lo studio delle incisioni rupestri, e riscontrato tracce di un alfabeto che sembra tra i più antichi mai rilevati e precedente, il tamudico.

## Libri
- (con G.Pinna) Wadi Rum (Longanesi, Milano 1977)
- I Tuareg: un mondo che scompare (Paravia, Torino 1978)
- Quando il Sahara era verde (Paravia, Torino 1982)
- (con S.Campetti) L'altra umanità (Sansoni, Firenze 1983)
- Quadri di pietra – 8000 anni d'arte nel deserto (Nuova S1, Bologna 2005)